# Begonia scharffii
Begonia scharffii là một loài thực vật có hoa trong họ Thu hải đường. Loài này được Hook.f. mô tả khoa học đầu tiên năm 1888.

## Hình ảnh

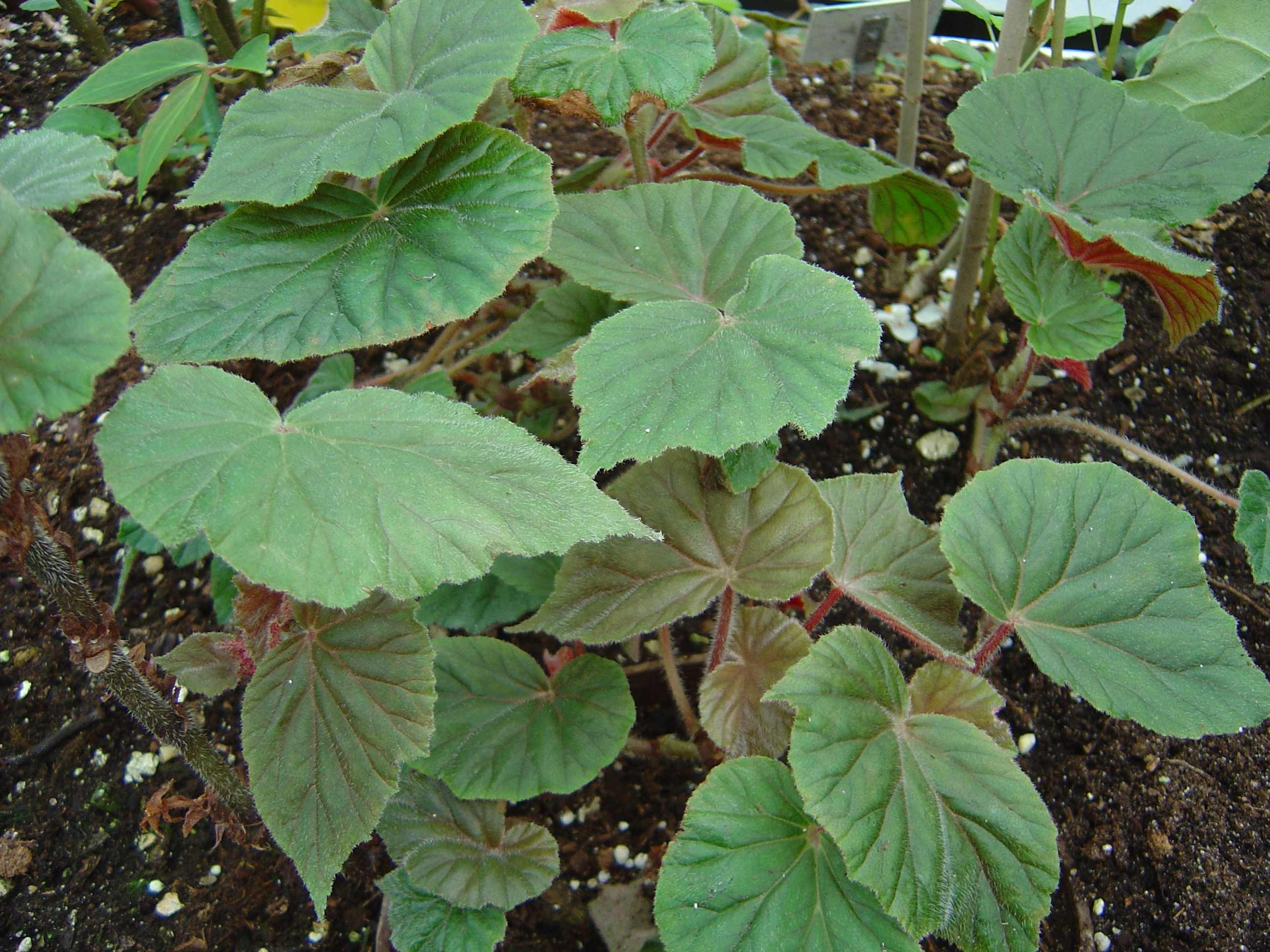